# Bradaczekit
Bradaczekit ist ein sehr selten vorkommendes Mineral aus der Mineralklasse der „Phosphate, Arsenate und Vanadate“ mit der chemischen Zusammensetzung NaCu4[AsO4]3 und damit chemisch gesehen ein Natrium-Kupfer-Arsenat.
Bradaczekit kristallisiert im monoklinen Kristallsystem und entwickelt schuppige Mineral-Aggregate aus länglichen, plättchenförmigen Kristallkörnern mit einem Durchmesser bis etwa 0,1 bis 0,2 mm und etwa 0,2 mm Länge. Oft findet sich Bradaczekit auch verwachsen mit Urusovit und Johillerit. Das Mineral ist durchsichtig und zeigt auf den Oberflächen der dunkelblauen bis schwarzen Kriställchen einen diamantähnlichen Glanz. Seine Strichfarbe ist dagegen hellblau bis weiß.

## Etymologie und Geschichte
Erstmals entdeckt wurde Bradaczekit in Mineralproben, die 1980, 1983 und 1990 an den Fumarolen des zweiten Schlackenkegels, der sich im nördlichen Ausbruch der großen Spalteneruption am Vulkan Tolbatschik (GFTE) auf der Halbinsel Kamtschatka im russischen Föderationskreis Ferner Osten gebildet hatte. Die Analyse und Erstbeschreibung erfolgte durch das Mineralogenteam Stanislav K. Filatov, Lidija Pawlowna Wergassowa, Marina G. Gorskaya, Sergey V. Krivovichev, Peter C. Burns und Vladimir V. Ananiev. Sie benannten das Mineral nach dem deutschen Kristallographen Hans Bradaczek (1930–2015) von der Freien Universität Berlin, um sein Gesamtwerk im Bereich der Kristallographie zu ehren.
Das Mineralogenteam um Filatov reichte seine Untersuchungsergebnisse und den gewählten Namen Anfang 2000 zur Prüfung bei der International Mineralogical Association ein (interne Eingangs-Nr. der IMA: 2000-002), die den Bradaczekit als eigenständige Mineralart anerkannte. Die Publikation der Erstbeschreibung folgte ein Jahr später im Fachmagazin The Canadian Mineralogist.
Das Typmaterial des Minerals wird in der Mineralogischen Sammlung der Staatlichen Bergbau-Universität Sankt Petersburg (ehemals Staatliches Bergbauinstitut) in Sankt Petersburg aufbewahrt.

## Klassifikation
Da der Bradaczekit erst 2000 als eigenständiges Mineral anerkannt wurde, ist er in der seit 1977 veralteten 8. Auflage der Mineralsystematik nach Strunz noch nicht verzeichnet. Einzig im Lapis-Mineralienverzeichnis nach Stefan Weiß, das sich aus Rücksicht auf private Sammler und institutionelle Sammlungen noch nach dieser alten Form der Systematik von Karl Hugo Strunz richtet, erhielt das Mineral die System- und Mineral-Nr. VII/A.07-05. In der „Lapis-Systematik“ entspricht dies der Klasse der „Phosphate, Arsenate und Vanadate“ und dort der Abteilung „Wasserfreie Phosphate [PO4]3−, ohne fremde Anionen“, wobei in den Gruppen VII/A.07 bis 11 die Minerale mit mittelgroßen und großen Kationen: Mg-Mn-Fe-Cu-Zn und Ca-Na eingeordnet sind. Bradaczekit bildet hier zusammen mit Johillerit, Nickenichit, O’Danielit, Pharmazinkit, Yazganit und Yurmarinit eine eigenständige, aber unbenannte Gruppe bildet (Stand 2018).
Die von der International Mineralogical Association (IMA) zuletzt 2009 aktualisierte 9. Auflage der Strunz’schen Mineralsystematik ordnet den Bradaczekit ebenfalls in die Abteilung der „Phosphate usw. ohne zusätzliche Anionen; ohne H2O“ ein. Diese ist allerdings weiter unterteilt nach der relativen Größe der beteiligten Kationen, so dass das Mineral entsprechend seiner Zusammensetzung in der Unterabteilung „Mit mittelgroßen und großen Kationen“ zu finden ist, wo es zusammen mit Alluaudit, Arseniopleit, Groatit, Karyinit, Ferroalluaudit, Ferrohagendorfit, Hagendorfit, Johillerit, Maghagendorfit, Manitobait, Nickenichit, O’Danielit, Varulith und Yazganit die „Hagendorfitgruppe“ mit der System-Nr. 8.AC.10 bildet.
Auch die vorwiegend im englischen Sprachraum gebräuchliche Systematik der Minerale nach Dana ordnet den Bradaczekit in die Klasse der „Phosphate, Arsenate und Vanadate“ und dort in die Abteilung der „Wasserfreie Phosphate etc.“ ein. Hier ist er zusammen mit Bobfergusonit, Ferrorosemaryit, Ferrowyllieit, Qingheiit, Rosemaryit und Wyllieit in der „Alluaudit-Wyllieitgruppe (Wyllieit-Untergruppe)“ mit der System-Nr. 38.02.04 innerhalb der Unterabteilung „Wasserfreie Phosphate etc., (A+B2+)5(XO4)3“ zu finden.

## Chemismus
In der (theoretisch) idealen, das heißt stoffreinen Zusammensetzung besteht Bradaczekit (NaCu4[AsO4]3) im Verhältnis aus einem Natrium- (Na+) und vier Kupfer-Kationen (Cu2+) sowie drei Arsenat-Anionen ([AsO4]3−), bestehend aus je einem Arsen- und vier Sauerstoffatomen. Dies entspricht einem Massenanteil (Gewichts-%) der beteiligten Elemente von 3,31 Gew.-% Na, 36,63 Gew.-% Cu, 32,39 Gew.-% As und 27,67 Gew.-% O oder in der Oxidform 4,47 Gew.-% Na2O, 45,85 Gew.-% CuO und 49,68 Gew.-% As2O5.
Insgesamt 37 Mikrosondenanalysen am Typmaterial vom Tolbatschik ergaben dagegen eine leicht abweichende durchschnittliche Zusammensetzung von 5,17 Gew.-% Na2O, 43,13 Gew.-% CuO und 49,62 Gew.-% As2O5 sowie zusätzlich geringe Gehalte von 0,35 Gew.-% K2O, 0,79 Gew.-% ZnO, 0,38 Gew.-% Fe2O3 und 0,13 Gew.-% V2O5. Auf der Basis von 12 Sauerstoffatomen errechnet sich daraus die empirische Formel (Na1,16K0,05)Σ=1,21(Cu3,74Zn0,07Fe3+0,03)Σ=3,84(As3,00V0,01)Σ=3,01O12, die zur eingangs genannten Formel idealisiert wurde.

## Kristallstruktur
Bradaczekit kristallisiert in der monoklinen Raumgruppe C2/c (Raumgruppen-Nr. 15) mit den Gitterparametern a = 12,053 Å; b = 12,432 Å; c = 7,2529 Å und β = 117,793° sowie vier Formeleinheiten pro Elementarzelle.

## Bildung und Fundorte
Bradaczekit bildet sich als Sublimationsprodukt aus vulkanischen Gasen an Fumarolen. An seiner Typlokalität an den Fumarolen des zweiten Schlackenkegels am Tolbatschik traten Hämatit, Tenorit, Lammerit, Urusovit, Orthoklas und Johillerit als Begleitminerale von Bradaczekit auf.
Außer am zweiten Schlackenkegel und den Fumarolen der großen Spalteneruption fand sich Bradaczekit bisher nur noch an den ebenfalls im nördlichen Ausbruch der großen Spalteneruption am Tolbatschik gelegenen Fumarolen „Arsenatnaja“ und „Jadowitaja“ (Stand 2020).